# Kind of live
Kind of live is een livealbum van Matthews Southern Comfort. Het zijn opnamen die in december 2010 zijn gemaakt in een geluidsstudio in Boxmeer als voorbereiding op de optredens die volgden na het studioalbum Kind of new. Er is dus geen publiek aanwezig, maar alles werd live ingespeeld.

## Musici
- Iain Matthews - zang, gitaar
- Elly Kellner – gitaar, zang
- Bart Jan Baartmans – gitaar, mandoline
- Bart de Win – toetsinstrumenten, zang

## Muziek
| Nr. | Titel                                          | Duur |
| --- | ---------------------------------------------- | ---- |
| 1.  | Letting the mad dogs lie (Matthews, Baartmans) | 6:40 |
| 2.  | Naamloos (Terry Binion)                        | 5:25 |
| 3.  | To love (Carol King)                           | 4:30 |
| 4.  | Seven hours (Binion)                           | 4:30 |
| 5.  | Something in the she moves (James Taylor)      | 5:00 |
| 6.  | Mare take me home (Al Anderson)                | 3:48 |
| 7.  | The road to Ronderlin (Matthews)               | 4:42 |